# Robin Leclercq
Robin Leclerc ou Leclercq (né le 5 novembre 1952 à Paris) est un joueur de football français qui évoluait au poste de milieu de terrain.

## Biographie
Robin Leclercq a été formé à l'école de football de la Jeunesse sportive de Suresnes.
Il évolue au niveau professionnel avec La Berrichonne de Châteauroux et le Paris Saint-Germain.
Il dispute 14 matchs en Division 2 avec Châteauroux. Avec le PSG, il joue un total de 32 matchs, inscrivant trois buts, avec notamment deux rencontres en Division 1.